# La cucaracha (arna)
La cucaracha és una arna de la família Crambidae. Va ser descrita per Stanisław Błeszyński el 1966. Es troba a Bolívia. El seu binomi significa panerola en castellà, anomenada així en honor de la cançó popular La cucaracha. El gènere conté diversos jocs de paraules.